# U.S. Route 26 (Nebraska)
La U.S. Route 26 o Ruta Federal 26 (abreviada US 26) es una autopista federal ubicada en el estado de Nebraska. La autopista inicia en el Oeste desde la US 26  en la frontera de Wyoming hacia el Este en la I 80  , NE 61  en Ogallala. La autopista tiene una longitud de 242,7 km (150.82 mi).

## Mantenimiento
Al igual que las carreteras estatales, las carreteras interestatales, y el resto de rutas federales, la U.S. Route 26 es administrada y mantenida por el Departamento de Carreteras de Nebraska por sus siglas en inglés NDOR.

## Cruces
La U.S. Route 26 es atravesada principalmente por la  NE 71  en Scottsbluff
 US 385  en Bridgeport
 NE 27  en Oshkosh
 NE 61  en Ogallala
 US 30  en Ogallala.